# Ovid (wieś)
Ovid – wieś w Stanach Zjednoczonych, w stanie Nowy Jork, w hrabstwie Seneca.